# Nipicola
Nipicola es un género de hongos en la familia Xylariaceae.